# Esquiando en el pantano
Esquiando en el pantano es él es el tercer corto la serie animada de televisión Avatar: la leyenda de Aang, el corto es realizado por los creadores de la serie pero no tiene relación ni efecto con la historia principal.

## Resumen
En un día soleado en el pantano, Sokka se encuentra construyendo un dispositivo de filtración del agua, Tho y Due se encuentra a la par de él, Tho le responde que porque no hace algo divertido, Sokka lo calla y le explica que su invento le hará obtener "Agua limpia", se ve el proceso del dispositivo y el agua limpia cae por la hoja en un pequeño vaso, Sokka toma un poco y agrega que le encanta el agua limpia, en esto aparece Aang esquiando sobre una tabla de madera y vestido como los hombres del pantano, le dice a Sokka: "¿Que dijiste Chico cerebro? ¿Te gusta el agua? Yee-haaaa!, Aang pasa y hace una gigantesca ola, en lo que Tho y Due se retiran sin pensarlo 2 veces, la gran ola cae sobre Sokka, Tho le dice que ahora que van a hacer, Sokka muy enojado dice que reconstruirá su dispositivo. Tho le dice que intente esquiar en vez de estar jugando con una calabaza. Sokka intenta oponerse pero sin éxito. Ahora Sokka se encuentra en ropa interior y Due le coloca objetos esponjosos en las axilas y agrega que la seguridad es primero, cuando traen los esquís y se los ponen a Sokka, le da náuseas. Cuando ya está listo, Tho le pregunta si está preparado, en lo que Sokka responde no, Tho le dice a Due que lo haga, en esto Due alza sus brazos y los empieza a mover a una velocidad aparentando ser un motor, el primer intento de Sokka fue un fracaso, ya que antes de iniciar, se le soltaron los esquís y se fue dando vueltas hasta caer en el agua. El segundo lo logró, pero se encontró con el viejo Slim y terminó arriba de un árbol. Al tercer intento, Sokka pierde un esquí, por lo que da un giro de 360 grados y es azotado hacia los árboles. Mientras tanto Appa aparece esquiando, Katara y Toph se encuentran el parte de arriba de Appa, Aang hace un giro de gracia para caer entre las 2 chicas, todos se divierten menos Sokka. Al atardecer, Sokka exhausto pregunta si ya puede salir del agua, Tho le contesta a Due que lo hiciera, Due mueve rápidamente los brazos otra vez. En este intento Sokka lo logró, se pone muy feliz y dice en voz alta que es un esquiador del pantano. Mientras está esquiando, Aang aparece a la par de él y Sokka en tono sarcástico le dice: "En tu cara niño aire ¿Quién es un esquiador del pantano ahora?", Aang muy feliz le dice "No tu", Aang realiza agua control y hace una rampa de hielo, Sokka se va por ella, sale volando con la lancha, los esquís, al igual que con Tho y Due. Caen a una distancia muy larga, Sokka termina con la cara en un árbol, adolorido dice que odia ser un esquiador del pantano, en cambio Tho y Due salen muy felices y dicen que eso de verdad es esquiar.
- Datos: Q5840482